# Lubuk (Kundur)
Lubuk is een bestuurslaag in het regentschap Karimun van de provincie Riau-archipel, Indonesië. Lubuk telt 2.236 inwoners (volkstelling 2010).